# Arbroath (circonscription du Parlement d'Écosse)
Arbroath dans le Forfarshire était une circonscription de Burgh qui a élu un Commissaire au Parlement d'Écosse et à la Convention des États.
Après les Actes d'Union de 1707, Arbroath, Aberdeen, Brechin, Inverbervie et Montrose ont formé le district de Aberdeen, renvoyant un membre à la Chambre des communes de Grande-Bretagne.

## List of burgh commissioners
- 1661–63: John Ochterlony, provost [1]
- 1667 convention, 1669–74: Henry Fithie, merchant, provost [2]
- 1678 convention, 1681–82, 1685–86: John Kidd, baili [3]
- 1689 convention, 1689–1702: Patrick Stiven [4]
- 1702–07: John Hutchison, provost [5]